# Fernando Moreno Calderón
Fernando Moreno Calderón (1880 - 1967) fue un militar español, participante en el golpe de Estado militar contra la II República que dio inicio a la guerra civil española. Formó parte de la Junta de Defensa Nacional que asumió el poder en las zonas bajo control del Bando sublevado.

## Biografía
Moreno nació en la colonia española de Puerto Rico en 1880. A los 16 años, ingresó en la Academia Militar de Toledo, ascendiendo a capitán de Estado Mayor en 1907.
En 1912 fue destinado al Protectorado español de Marruecos, donde participó hasta 1915 en la guerra del Rif. Los méritos contraídos en el Norte de África le supusieron el ascenso a comandante y varias condecoraciones. Después se desempeñó como profesor de la Escuela Superior de Guerra, y en 1928 escribió el ensayo El Mando y el Servicio de Estado Mayor, una guía práctica para la resolución de problemas militares.
Participó en la sublevación militar de 1936, y como coronel de Estado Mayor, fue el encargado el mismo día 18 de julio de pedir al general Domingo Batet que se pusiera al frente de su guarnición sublevada. Ante la negativa de éste a unirse al golpe, fue detenido por sus subordinados y condenado a muerte. Moreno fue uno de los seis vocales de la Junta de Defensa Nacional constituida en Burgos por los sublevados. Como coronel jefe de Estado Mayor del Ejército del Norte, fue el segundo del general Mola en esta demarcación.
Tras la guerra, ocupó los cargos de Gobernador militar de Barcelona entre 1942 y 1944, Capitán general de la IV Región Militar, y Gobernador militar de Madrid entre 1944 y 1947, en que se retiró definitivamente del ejército. Falleció en Madrid en 1967.

## Imputado por crímenes contra la humanidad y detención ilegal
En 2008, fue uno de los 35 altos cargos del franquismo imputados por la Audiencia Nacional en el sumario instruido por Baltasar Garzón por los presuntos delitos de detención ilegal y crímenes contra la humanidad que supuestamente habrían sido cometidos durante la guerra civil española y los primeros años del régimen de Franco. El juez declaró extinguida la responsabilidad criminal de Moreno cuando recibió constancia fehaciente de su fallecimiento, acaecido más de 40 años antes. La instrucción de la causa fue tan polémica que Garzón llegó a ser acusado de prevaricación, juzgado y absuelto por el Tribunal Supremo.